# Dravlje

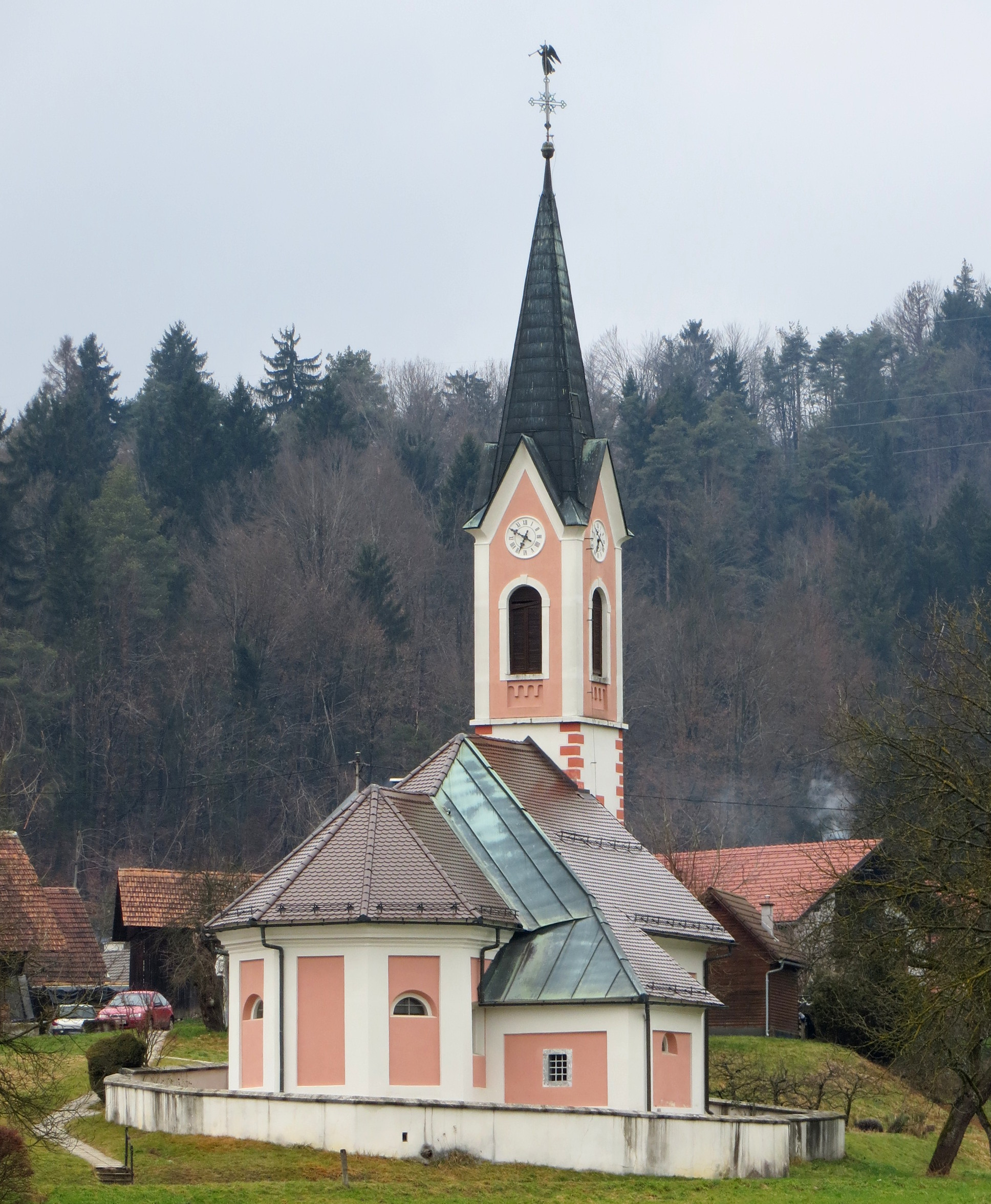
St.-Antonius-Kirche Glinica

Dravlje ist der Name des Stadtbezirks 4 der slowenischen Hauptstadt Ljubljana. 
Der Bezirk umfasst die ehemaligen Siedlungen und Dörfer Dolnice, Dravlje, Glinica (Glince), Kamna Gorica, Podutik und Zapuže.
Er grenzt an die Stadtbezirke Šentvid im Norden, Posavje im Nordosten, Šiška im Südosten und Roznik im Süden.